# Осада Балера
Осада Бале́ра — продолжавшаяся одиннадцать месяцев оборона маленькой группы испанских солдат, засевших в церкви городка Балер на Филиппинах во время Филиппинской революции. Война закончилась Парижским договором в декабре 1898 года капитуляцией Испании и уступкой Филиппин Соединенным Штатам. Не имея связи с собственным правительством и вооруженными силами, испанские войска в Балере продолжали обороняться от филиппинских сил до 2 июня 1899 года.

## Предшествующие события
Балер расположен на восточном побережье Лусона, примерно в 225 километрах от Манилы. К 1897 году его население составляло около 1700 человек. Филиппинская революция против испанского колониального господства началась в 1896 году. В сентябре 1897 года, чтобы помешать Эмилио Агинальдо получать контрабандой оружие, в Балер был направлен гарнизон из 50 егерей (исп. cazadores) из 2-го батальона, 7 сентября того же года участвовавшего в победном сражении при Алиаге (Нуэва-Эсиха). Отряд под командованием 19-летнего лейтенанта Хосе Моты прошёл маршем от Алиаги до Балера за четыре дня, прибыв на место 20 сентября. В Балере Мота разделил своих людей, разместив 10 солдат в казарме гражданской гвардии, 18 в доме школьного учителя в центре города, а остальных в комендатуре (это решение позже критиковалось, но оно могло быть вызвано отсутствием достаточно просторного каменного здания для размещения всего отряда). На случай нападения были отрыты две траншеи — первая концентрическая вокруг городского центра, а вторая ведущая к дверям церкви, где при отступлении из первой можно было бы снова закрепиться.
В полночь с 4 на 5 октября гарнизон был атакован повстанцами под командованием Теодорико Луны Новисио. Испанцы потеряли убитыми шестерых солдат, лейтенант Мота, решивший в первые минуты боя, что погиб весь отряд, покончил с собой, выпросив пистолет у местного священника. Восемь солдат и священник были захвачены повстанцами в плен и переправлены на контролируемую повстанцами территорию, остальные испанцы, включая раненых, во главе с гражданским губернатором Ирисарри укрылись в здании церкви. Трофеями филиппинцев стали 30 винтовок «Маузер».

## Первая осада (октябрь 1897 — февраль 1898)
Два дня спустя в Балер прибыл испанский пароход «Манила». Его капитан дал засевшим в церкви испанцам двенадцать своих матросов и врача, а затем отплыл в соседний город Касигуран, чтобы сообщить о произошедшем испанскому командованию. В Балер был направлен транспорт с отрядом численностью 100 человек под командованием капитана дона Хесуса Рольдана Мальзонада. 17 октября этот отряд сменил в Балере остатки предыдущего гарнизона.
После отбытия корабля гарнизон оказался отрезан от остального мира, с минимумом провианта и полным отсутствием медикаментов. По приказу Рольдана началось патрулирование окрестностей города, но патрули численностью 25 человек не удалялись от его окраин больше, чем на 4 километра. Командир гарнизона, получив от школьного учителя информацию о дислокации и вооружении повстанцев, в конце ноября запросил разрешения командования на контратаку, но в этом ему было отказано. В середине января 1898 года вблизи Балера испанский патруль обнаружил свежеотрытые окопы, уничтожил их, но филиппинцы восстановили траншеи и 17 января атаковали патруль, ранив 20 из 25 солдат. В бою с подкреплением, высланным Ролданом, один испанец был убит, ещё трое умерли от ран в следующие дни.
7 февраля в Балер прибыл испанский отряд из 400 солдат под командованием майора Геновы, который снял осаду с церкви. Вместе с сообщением о заключении мира Рольдану было приказано принять капитуляцию повстанцев, однако желающих сдаться оказалось мало, и они приходили невооружёнными, что означало, что где-то хранятся запасы оружия. Согласно условиям договора, численный состав гарнизона Балера был резко сокращён. 12 февраля в город был доставлен новый губернатор Энрике де лас Моренас-и-Фосси (капитан, ветеран Карлистских войн) вместе с новым гарнизоном численностью в 50 человек под командованием лейтенантов Хуана Алонсо Саяса и Сатурнино Мартина Сересо. С гарнизоном прибыли также врач и новый приходской священник.

## Вторая осада (июнь 1898 — июнь 1899)
26 и 27 июня 1898 года город покинули все местные жители. Из испанского отряда дезертировали два санитара, слуга лейтенанта Сересо и один солдат. Испанцы, ожидая нападения, перенесли запасы продовольствия и боеприпасов в церковь. 29 июня филиппинцы обстреляли церковь из своих самодельных пушек- лантак. Заряды состояли в основном из каменной картечи и не нанесли зданию значительного вреда. 30 июня патруль испанцев был обстрелян из засады, был ранен испанский капрал. Все испанцы в городе — три офицера, 47 нижних чинов, священник и врач — были сосредоточены в церкви. Рядом со зданием церкви испанцы нашли письмо повстанцев с сообщением, что те располагают тремя ротами бойцов, готовых атаковать церковь, и требованием сдаться. Предложение о сдаче было отклонено лас Моренасом.
После трёх недель безуспешных попыток штурма хорошо укреплённой церкви к повстанцам подошло подкрепление во главе с подполковником Симоном Тексоном, и их численность достигла более чем 800 человек при 137 ружьях. Общее командование силами филиппинцев осуществлял полковник Каликсто Вильякорта. Его усиленный отряд предпринял решительный штурм, но и он не достиг успеха — испанцы потеряли только одного человека. Стороны перешли к продолжительной осаде.
Тем временем закончилась испано-американская война и 13 августа Испания официально передала Филиппины под контроль США, но осаждённые в церкви Балера испанцы об этом ничего не знали. Филиппинцы послали двух ранее захваченных священников на переговоры к осаждённым. Священники рассказали им, что испанские войска покидают Филиппины. Однако лейтенант Алонсо объявил их слова ложью и силой заставил остаться в церкви с осаждёнными.

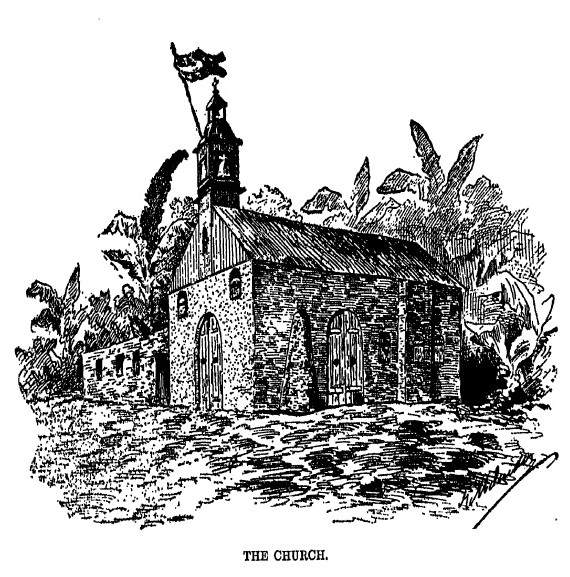
Церковь во время осады

Значительное число людей, запертых в церкви, страдали от жары, недостатка воздуха и антисанитарии, выгребные ямы в церковном дворе были переполнены. К сентябрю 1898 года у осаждённых из-за авитаминоза началась болезнь бери-бери. На 78-й день осады умер священник, затем начали умирать солдаты, и к исходу года испанский гарнизон сократился на 13 человек. Заболел и комендант лас Моренас (в итоге умерший 22 ноября). Когда от ран скончался лейтенант Алонсо, командование гарнизоном перешло ко второму лейтенанту Мартину Сересо.
К концу года осаждённые остались практически без продовольствия. Вильякорта передал им с парламентёрами газеты, сообщающие об отплытии испанских войск с Филиппин, но Мартин Сересо отказался верить, объявив газеты поддельными. Не убедили его и слова отправленных к осаждённым гражданских испанцев и даже испанского офицера, который был оставлен для передачи дел на острове новому правительству, — лейтенант посчитал их всех дезертирами. Чтобы улучшить обороноспособность своих позиций, он посылал солдат в рейды, в ходе которых были сожжены деревья и деревянные дома местных жителей на прилегающей к церкви территории, которые повстанцы использовали для прикрытия. Попутно в домах было захвачено некоторое количество еды и семян.
В феврале 1899 года испанские солдаты застрелили трёх буйволов, пасшихся вблизи от церкви. Отсутствие соли не позволило им надолго сохранить мясо, но буйволиная кожа пошла на новую обувь взамен износившейся. Современный филиппинский источник, подчёркивающий ценность буйволов для местного населения, высказывает предположение, что им нарочно позволили подойти на расстояние выстрела в благодарность за действия гарнизонного врача, лечившего не только своих, но и филиппинских больных и раненых. Осаждавшие также позволили испанцам собрать апельсины с деревьев на городской площади.
Тем временем, на Филиппинах началось восстание теперь уже против американцев. Американский военный корабль «Йорктаун» был направлен в Балер, в том числе чтобы вывезти оттуда испанских солдат. Переговоры с повстанцами на берегу окончились ничем, и американцы решили действовать силой, отправив по реке вглубь острова вельбот с командой моряков, вооружённый пулемётом Кольта. Выстрелами повстанцев, однако, пулемётный расчёт был выведен из строя, вельбот застрял на мели, и американцы сдались, а «Йорктаун» ушёл в Манилу. Командир десантной группы лейтенант Гиллмор провёл в плену восемь месяцев, прежде чем бежать и добраться до расположения своих сил через филиппинские позиции. Гарнизон, полагавший, что на помощь ему пришёл испанский корабль, пал духом, но по-прежнему отказывался сдаться.
К концу апреля 1899 года у осаждённых испанцев закончились остатки фасоли, и с этого момента они ели пареные листья тыкв и апельсиновых деревьев, а также улиток, ворон, крыс и ящериц. К маю филиппинцам подвезли более современную пушку, и 8 мая их снаряд разбил клетку, где сидели три испанских солдата, подозреваемых в намерении дезертировать. Один из них, бывший артиллерист, сбежал и затем помогал филиппинцам наводить орудие.
Наконец, Сересо решил прорываться в джунгли, чтобы попытаться связаться с флотом оттуда. В это время, 28 мая, филиппинцы прислали к ним очередного парламентёра, доставившего, среди прочего, свежий номер мадридской газеты. Поначалу лейтенант Сересо, как обычно, посчитал её подделкой, но случайно заметил в рубрике светской хроники заметку о предстоящем венчании офицера, которого знал ещё по Малаге; имена невесты и её родителей также были ему знакомы. Поскольку филиппинцы не могли располагать такой детальной информацией, лейтенант пришёл к выводу, что газета подлинная и Испания действительно капитулировала.
2 июня 1899 года Сересо сообщил осаждавшим, что готов сдаться при условии, что он и его люди не станут военнопленными. Соглашение о капитуляции с испанской стороны подписали сам Сересо и врач Вихиль Киньонес, а с филиппинской — полковник Тексон и майор Немесио Бартоломе. Осада, продолжавшаяся 337 дней, окончилась, за это время 15 испанцев умерли от болезней, двое от ран, шестеро дезертировали и двое были расстреляны (этих двоих — Антонио Меначе Санчеса и Висенте Гонсалеса Току — расстреляли 1 июня 1899 года, накануне сдачи, за помощь дезертирам). Оставшихся в живых военных переправили в Манилу, а оттуда — в Испанию, где им была устроена почётная встреча. На двоих священников, однако, условия капитуляции не распространялись, и их удерживали в Балере ещё год.
Капитан лас Моренас был посмертно произведён в майоры и награждён Кавалерским крестом ордена Святого Фердинанда — высшей военной наградой Испании. Лейтенант Мартин Сересо был произведён в майоры, награждён Крестом военных заслуг и военным орденом Святого Фердинанда, ему была пожалована ежегодная пенсия в размере 1000 песет. Лейтенант Алонсо Саяс был также посмертно представлен к следующему званию. Все нижние чины были награждены серебряным Крестом военных заслуг и получили ежемесячную пенсию в размере 60 песет.

## В культуре
- В 2016 году был снят испанский фильм, посвящённый событиям в Балере — «1898. Последние на Филиппинах[исп.]».
- 8 серия 2 сезона испанского сериала «Министерство времени».